# Granada (departament)
Granada – jeden z 15 departamentów Nikaragui, położony w południowej części kraju, na zachodnim wybrzeżu jeziora Nikaragua. Do departamentu należy również położona na jeziorze wyspa Zapatera. Ośrodkiem administracyjnym jest miasto Granada (71,8 tys. mieszk.), w którym zamieszkuje blisko połowa mieszkańców departamentu.
Departament Granada to ważny okręg uprawy kawy.

## Gminy (municipios)
1. Diria
2. Diriomo
3. Granada
4. Nandaime